# Jens Ejner Christensen
Jens Ejner Christensen, né le 19 juin 1968 à Vejle (Danemark), est un homme politique danois, membre de Venstre et maire de Vejle depuis 2017.

## Biographie
Jens Ejner Christensen suit des études de commerce puis d'agriculture, à l'issue desquelles il commence en 1995 une carrière d'auto-entrepreneur dans l'industrie agricole.
Engagé au sein de Venstre, il est élu conseiller municipal de Vejle en novembre 2009. Il est réélu à ce rôle en novembre 2013.
Il est candidat aux élections législatives de septembre 2011 mais échoue à être élu, devenant le premier suppléant pour son parti dans sa circonscription du Jutland du Sud. À ce titre, il devient député au Folketing le 1er juillet 2014, après que la députée Ulla Tørnæs ait démissionné suite à son élection au Parlement européen. Il échoue toutefois à être réélu lors des élections législatives de juin 2015, lors desquelles son parti perd 13 sièges.
En octobre 2016, il est désigné comme tête de liste de Venstre pour les élections municipales de novembre 2017 à Vejle, alors que le maire sortant Arne Sigtenbjerggaard, élu du parti, ait annoncé ne pas se représenter. Il devient finalement maire dès le 1er mars 2017, après que Sigtenbjerggaard ait choisi de quitter ses fontions quelques mois avant le scrutin. Il est ensuite réélu à l'occasion des élections municipales de novembre.
Il est réélu comme maire de Vejle à l'occasion des élections municipales de 2021.